# Ludomir Illinicz-Zajdel

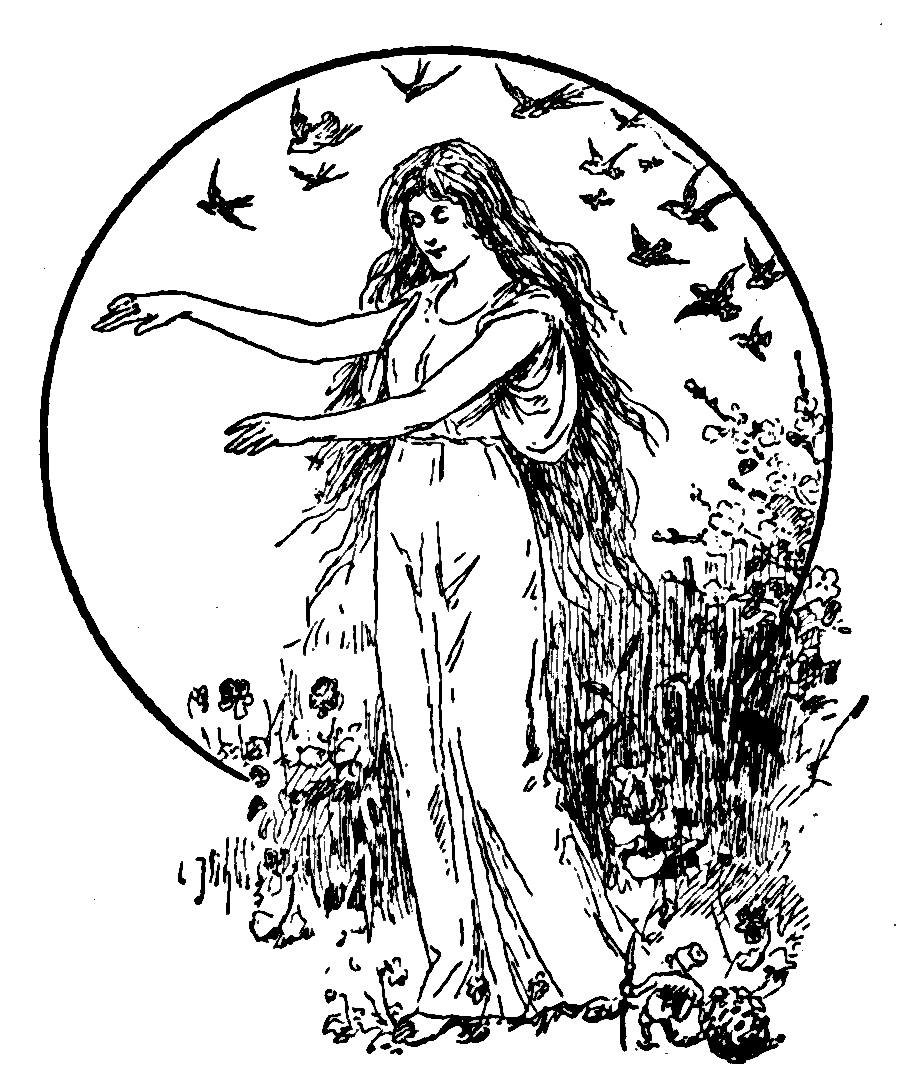
Ilustracja Illinicz-Zajdela z książki Marii Konopnickiej "O krasnoludkach i o sierotce Marysi". Publikacja Wydawnictwo M. Arcta Warszawa 1909

Ludomir Illinicz-Zajdel (ur. ok. 1858, zm. 25 grudnia 1904 w Warszawie) – polski ilustrator i rysownik.
Kształcił się w warszawskiej Klasie Rysunkowej. Od początku lat 80. XIX w. do śmierci pracował jako ilustrator wielu czasopism polskich, m.in. Tygodnika Illustrowanego, Ilustrowanego Kuriera Codziennego, Kłosów, Kolców oraz Wędrowca. W zamieszczanych tam rysunkach przedstawiał głównie tematykę warszawską, w tym bieżące wydarzenia, również sportowe i architekturę, zwłaszcza nowopowstałą. Przez jakiś czas tworzył również w Łodzi. Publikował też liczne portrety, w tym karykatury, popularnych wówczas postaci. Ważną dziedziną jego twórczości było ilustratorstwo książek, głównie dziecięcych i dla młodzieży, autorstwa m.in. Wiktora Gomulickiego, Marii Konopnickiej (w tym O krasnoludkach i sierotce Marysi z 1904 i późniejsze wydania z 1913 i 1939) i Walerego Przyborowskiego (Szwedzi w Warszawie, 1901). Wykonał ilustracje również do Dziejów Polski (1902) Feliksa Konecznego. 
Rysował kredkami, ołówkiem, tuszem, piórkiem, znane są też obrazy Illinicza-Zajdla (akwarela, olejny).
Rysunki artysty znajdują się m.in. w zbiorach Muzeum Narodowego w Warszawie.